# Primeros centros de la cristiandad

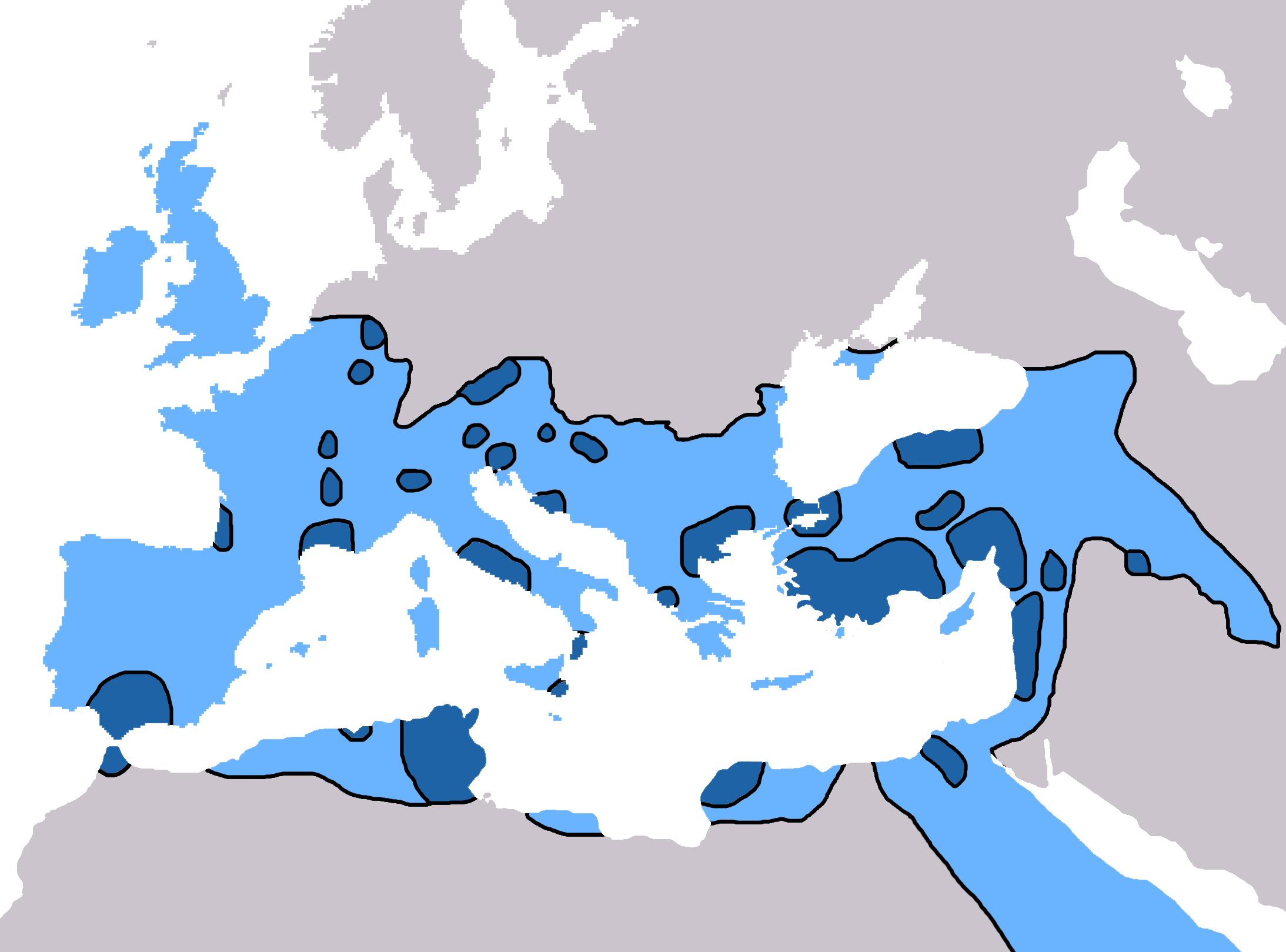
Propagación del cristianismo en el año 325 d. C.
Propagación del cristianismo en el año 600 d. C.

El cristianismo primitivo se extendió desde el Mediterráneo Oriental por todo el Imperio romano y más allá, llegando tan al este como la India. De hecho, muchas iglesias, incluyendo los cinco patriarcados, reclaman haber sido fundadas directamente por uno o más de los Apóstoles de Jesús, que se dice que se dispersaron desde Jerusalén en algún momento después de la crucifixión de Jesús (c. 26-36).
Muchos de estos primeros cristianos eran comerciantes y otros que tenían razones prácticas para viajar hasta el norte de África, Asia Menor, Arabia, Grecia y otros lugares. Más de 40 de estas comunidades se establecieron en el año 100, muchas en Anatolia, como las siete iglesias de Asia. Hacia el final del primer siglo, el Cristianismo ya se había extendido a Roma, la India, y las principales ciudades de Armenia, Grecia y Siria, sirviendo como bases para la difusión amplia del cristianismo, con el tiempo, a todo el mundo.

## Imperio Romano de Oriente

### Jerusalén

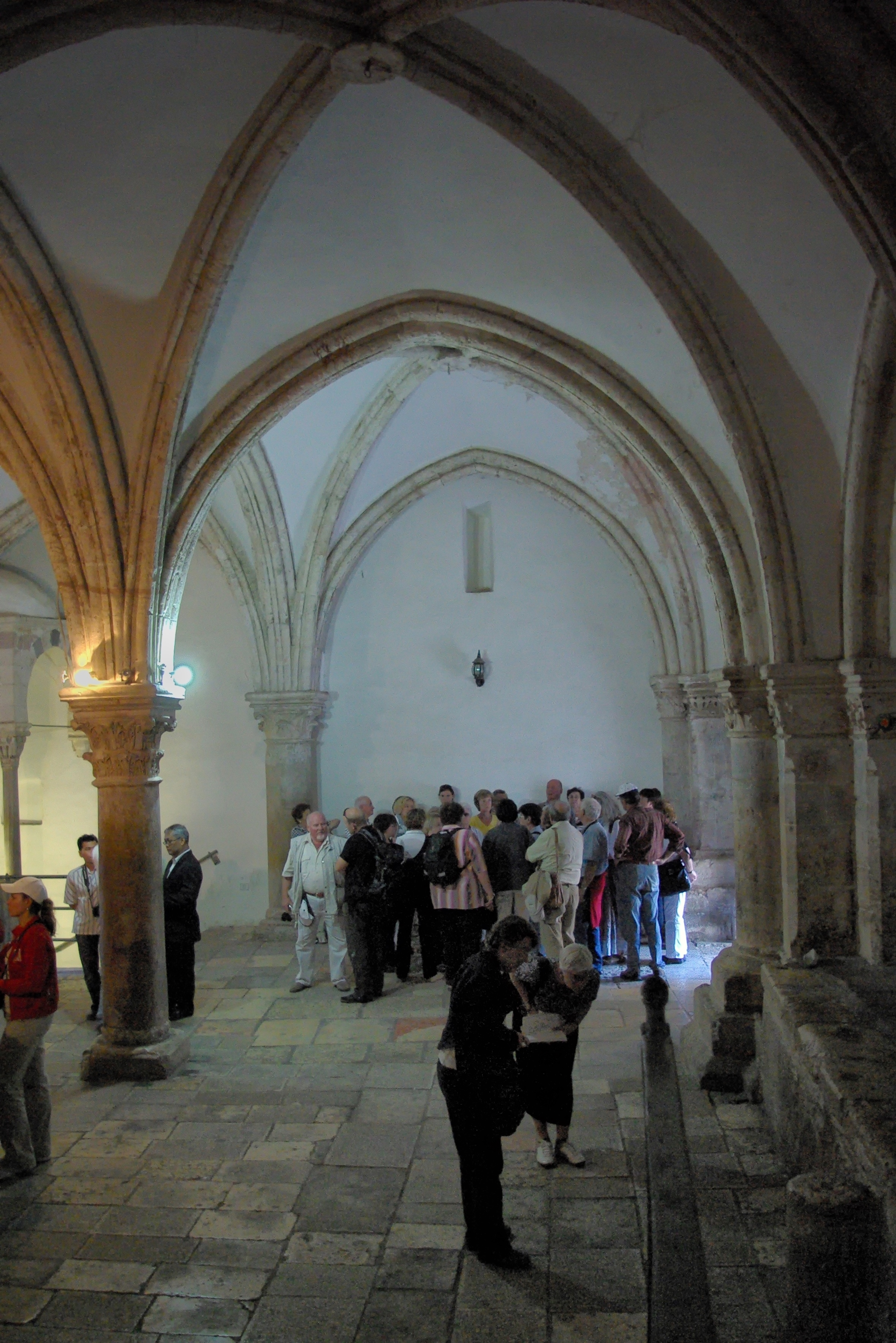
El Cenáculo en el Monte Sion, lugar que reclama ser el lugar de la Última Cena y Pentecostés. Bargil Pixner afirma que la original Iglesia de los Apóstoles se encuentra bajo la estructura actual.

Un diagrama de la Iglesia del Santo Sepulcro basado en un documental alemán. La iglesia afirma que es el lugar del Calvario y la Tumba de Jesús.

De acuerdo con los evangelios canónicos, Jesús y sus apóstoles, discípulos, y los primeros seguidores, siendo judíos o judíos prosélitos, viajaron desde Galilea hasta el templo judío en Jerusalén (c. 33), momento en el cual la ciudad estaba bajo la ocupación romana como parte de la provincia de Judea. Después de un incidente en el Templo, fue crucificado en Jerusalén en un lugar llamado Gólgota, con una tablilla denominada «título» (titulus), colocada por orden de Poncio Pilato como explicación de la causa de la condena de Jesús a muerte de cruz. Para la mayoría de los historiadores y biblistas, la presencia de esta inscripción o titulus de condena de Jesús de Nazaret —presente de forma unánime en los cuatro evangelios canónicos— constituye uno de los datos más sólidos del carácter histórico de su pasión.
La creencia cristiana de que Jesús resucitó al tercer día, y que se apareció después a sus discípulos y a otros antes de ascender al cielo, sobre lo cual no existe otro registro más allá del de los evangelios, sigue siendo objeto de análisis y de debate académico.
Jerusalén fue el primer centro de la iglesia, según el libro de los Hechos; y de acuerdo con la Enciclopedia Católica, la ubicación de «la primera iglesia cristiana». Los apóstoles vivieron y enseñaron allí durante algún tiempo después de Pentecostés. El hermano de Jesús, Jacobo era un líder en la iglesia, y sus otros parientes (como su otro hermano, Simeón de Jerusalén) ocuparon cargos de liderazgo en los alrededores después de la destrucción de la ciudad hasta su reconstrucción como Aelia Capitolina (c. 130), cuando los judíos fueron expulsados de la ciudad. Aproximadamente en el 50 d. C., Bernabé y Pablo fueron a Jerusalén para reunirse con las «columnas de la iglesia»: Jacobo, Pedro y Juan. Más tarde, en el llamado concilio de Jerusalén, entre otras cosas, confirmó la legitimidad de la misión de Bernabé y Pablo a los gentiles, y la libertad de los gentiles conversos sobre la mayoría de la ley mosaica, especialmente la circuncisión, que era repulsiva para la mente helénica. Así, el Decreto Apostólico (Hechos 15:19-21) puede ser un importante acto de diferenciación de la Iglesia desde sus raíces judías (el primer acto importante es el rechazo de Jesús como Mesías), aunque el decreto puede ser simplemente paralelo a la judía Ley de Noé, y por lo tanto ser un elemento común en lugar de una diferencia. En aproximadamente el mismo período de tiempo el judaísmo rabínico hicieron sus requisitos de la circuncisión de los varones judíos aún más estrictos.
Ya cuando Pedro salió de Jerusalén después de Herodes Agripa I trató de matarlo, Jacobo aparece como la principal autoridad. Clemente de Alejandría (c. 150-215) lo llamó el obispo de Jerusalén. El historiador de la iglesia del siglo segundo, Hegesipo de Jerusalén, escribió que el Sanedrín lo martirizó en el 62.
En el 66, los judíos se rebelaron contra Roma. Roma sitió Jerusalén durante cuatro años, y la ciudad cayó en el 70. La ciudad fue destruida, incluyendo el Templo, y la población en su mayoría muerta o dispersada. Sin embargo, de acuerdo con Epifanio de Salamina, el Cenáculo sobrevivió al menos hasta la visita de Adriano en el 130. Una población dispersa sobrevivió. Tradicionalmente se cree que los cristianos de Jerusalén esperaban las guerras judeo-romanas en Pella, en la Decápolis. El Sanedrín se trasladó a Jamnia.
En el siglo II, Adriano reconstruyó Jerusalén como una ciudad pagana llamada Aelia Capitolina, erigió estatuas de Júpiter y de él mismo en el sitio del antiguo templo judío, el Monte del Templo. Bar Kojba condujo una rebelión fracasada como un Mesías, pero los cristianos se negaron a reconocerlo como tal. Cuando Bar Kojba fue derrotado, Adriano prohibió la entrada de los judíos a la ciudad, a excepción del día de Tisha b'Av, por tanto, los obispos de Jerusalén posteriores serían gentiles («incircuncisos») por primera vez.
El significado general de Jerusalén a los cristianos entró en un período de declive durante la persecución de los cristianos en el Imperio romano, pero se reanudó de nuevo con la peregrinación de Helena (la madre de Constantino el Grande) a la Tierra Santa (c. 326-328). Según el historiador de la iglesia Sócrates de Constantinopla, Helena (con la asistencia del obispo Macario de Jerusalén) afirmó haber encontrado la cruz de Cristo, después de la demolición de un templo a Venus (atribuido a Adriano) que había sido construido sobre el sitio. Jerusalén había recibido un reconocimiento especial en el Canon VII de Nicea en 325. La fecha de fundación tradicional de la Hermandad del Santo Sepulcro (que protege los lugares santos cristianos en la Tierra Santa) es 313, que corresponde con la fecha del Edicto de Milán que legalizó el cristianismo en el Imperio romano. Jerusalén más tarde fue nombrada como una de las de la Pentarquía, pero esto nunca fue aceptado por la iglesia de Roma.

### Antioquía

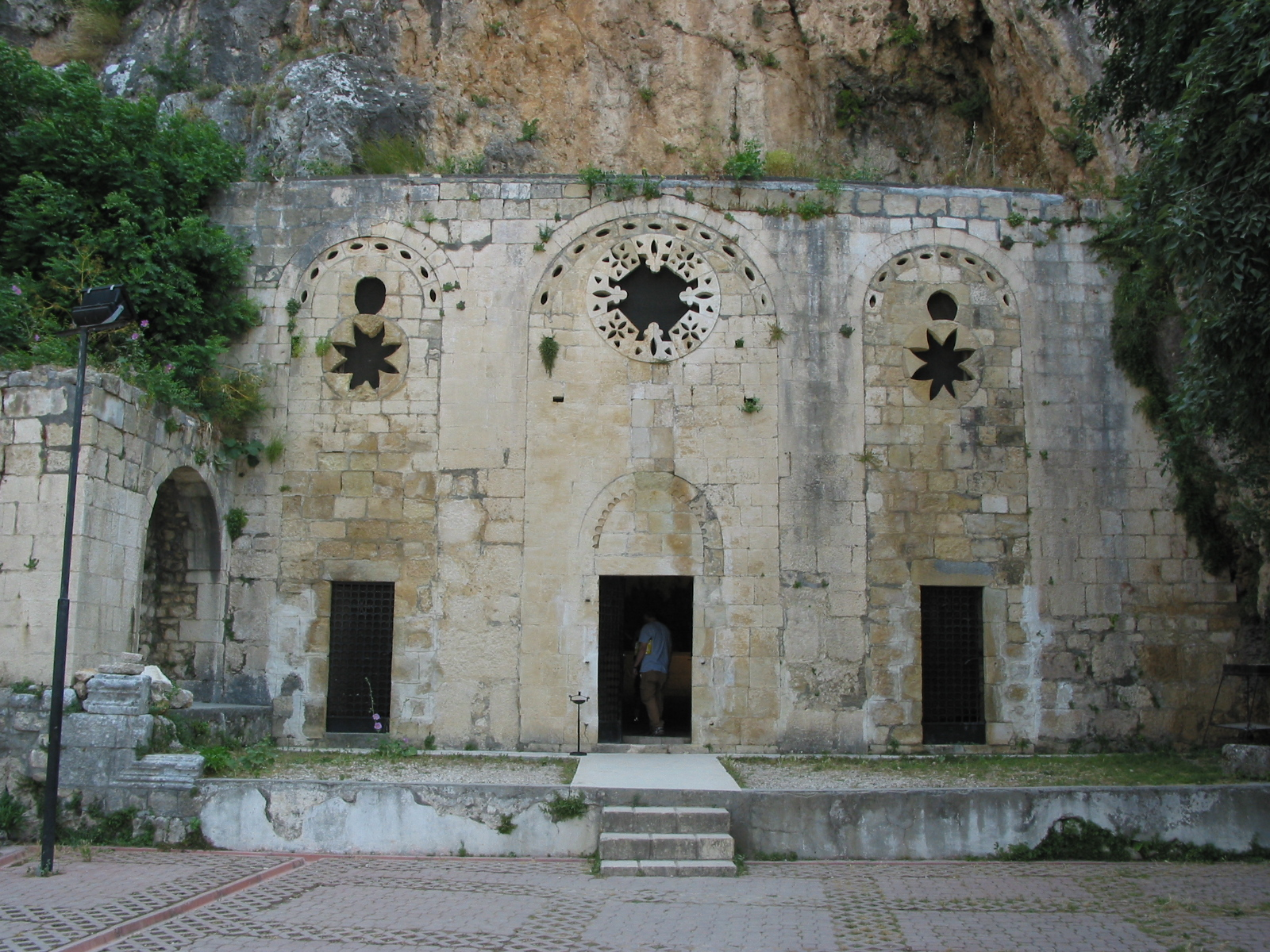
La Iglesia de San Pedro, cerca de Antakya, Turquía, se cree que es el lugar donde Pedro predicó por primera vez el Evangelio en la Antioquía romana.

Antioquía, un importante centro de la Grecia helenística y la tercera ciudad más importante del Imperio romano, entonces formaba parte de la provincia de Siria; hoy está en ruinas cerca de Antakya, Turquía. La ciudad fue el lugar donde a los seguidores de Jesús se les llamó por primera vez cristianos y también es la ubicación del Incidente en Antioquía. Fue el sitio de una iglesia primitiva, tradicionalmente se cree que fue fundada por Pedro, quien es considerado su primer obispo. El Evangelio de Mateo y las Constituciones apostólicas pudieron haber sido escritos allí. El padre de la iglesia Ignacio de Antioquía fue su tercer obispo. La Escuela de Antioquía, fundada en 270, fue uno de los dos principales centros de aprendizaje de la iglesia primitiva. Los Evangelios curetonianos y el siríaco Sinaiticus son dos tempranos (pre-Peshitta) tipos de texto del Nuevo Testamento asociados con el cristianismo sirio. Fue uno de los tres obispados que fueron reconocidos en el Primer Concilio de Nicea (325) como ejerciendo jurisdicción sobre los territorios adyacentes.

### Alejandría
Alejandría, en el delta del Nilo, fue fundada por Alejandro Magno. Sus famosas bibliotecas fueron un centro de aprendizaje helenístico. La traducción de la Septuaginta del Antiguo Testamento comenzó allí y el tipo de texto alejandrino es reconocido por los estudiosos como uno de los tipos más antiguos del Nuevo Testamento. Tenía una población judía significativa, de la cual Filón de Alejandría es probablemente su autor más conocido. Produjo una escritura superior y padres de la iglesia notables, como Clemente, Orígenes y Atanasio, también fueron notables los cercanos Padres del desierto. Para el final de la época, Alejandría, Roma y Antioquía se otorgan autoridad sobre los cercanas obispados metropolitanos. El Concilio de Nicea en el canon VI afirmó la autoridad tradicional de Alejandría sobre Egipto, Libia y la Pentápolis (África del Norte) (la Diócesis de Egipto) y probablemente concedió a Alejandría el derecho de declarar una fecha universal para la observancia de la Pascua.

### Asia Menor

Mapa de Anatolia occidental en el que se muestran las «siete iglesias de Asia» y la isla griega de Patmos.

La tradición de Juan el Apóstol era fuerte en Anatolia (parte occidental de la Turquía moderna, entonces conocida como la provincia romana de Asia): el libro del Apocalipsis menciona a las siete iglesias de Asia. La Primera epístola de Pedro (1 Pedro 1:1-2) se dirige a las regiones de Anatolia. Además, la costa sureste del Mar Negro, el Ponto fue una colonia griega mencionada tres veces en el Nuevo Testamento. Los habitantes de Ponto fueron algunos de los primeros conversos al cristianismo, Plinio, gobernador en 110, en sus cartas, se refiere a ellos. De las cartas existentes de Ignacio de Antioquía consideradas auténticas, cinco de siete son dirigidas a las ciudades de Anatolia, la sexta es a Policarpo, un obispo de la ciudad de Esmirna que al parecer conocía al apóstol Juan personalmente. En esa misma ciudad nació su discípulo Ireneo. También se cree que Papías, obispo de la vecina ciudad de Hierápolis, fue también un estudiante de Juan el Apóstol. En el siglo segundo, Anatolia fue la cuna del cuartodecimanismo, el montanismo, Marción de Sinope y Melitón de Sardes, quien registró un primitivo canon bíblico cristiano. Después de la crisis del siglo III, Nicomedia se convirtió en la capital del Imperio romano de Oriente en 286. El Sínodo de Ancira se realizó en 314. En el año 325 el emperador Constantino convocó el primer concilio ecuménico cristiano en Nicea en el año 330 y trasladó la capital del imperio reunificado a Bizancio (también un centro cristiano temprano y justo al otro lado del Bósforo desde Anatolia; más tarde la ciudad fue llamada Constantinopla), conocido como el Imperio bizantino, que duró hasta 1453. Los primeros siete concilios ecuménicos se llevaron a cabo ya sea en Anatolia occidental o al otro lado del Bósforo, en Constantinopla.

### Cesarea

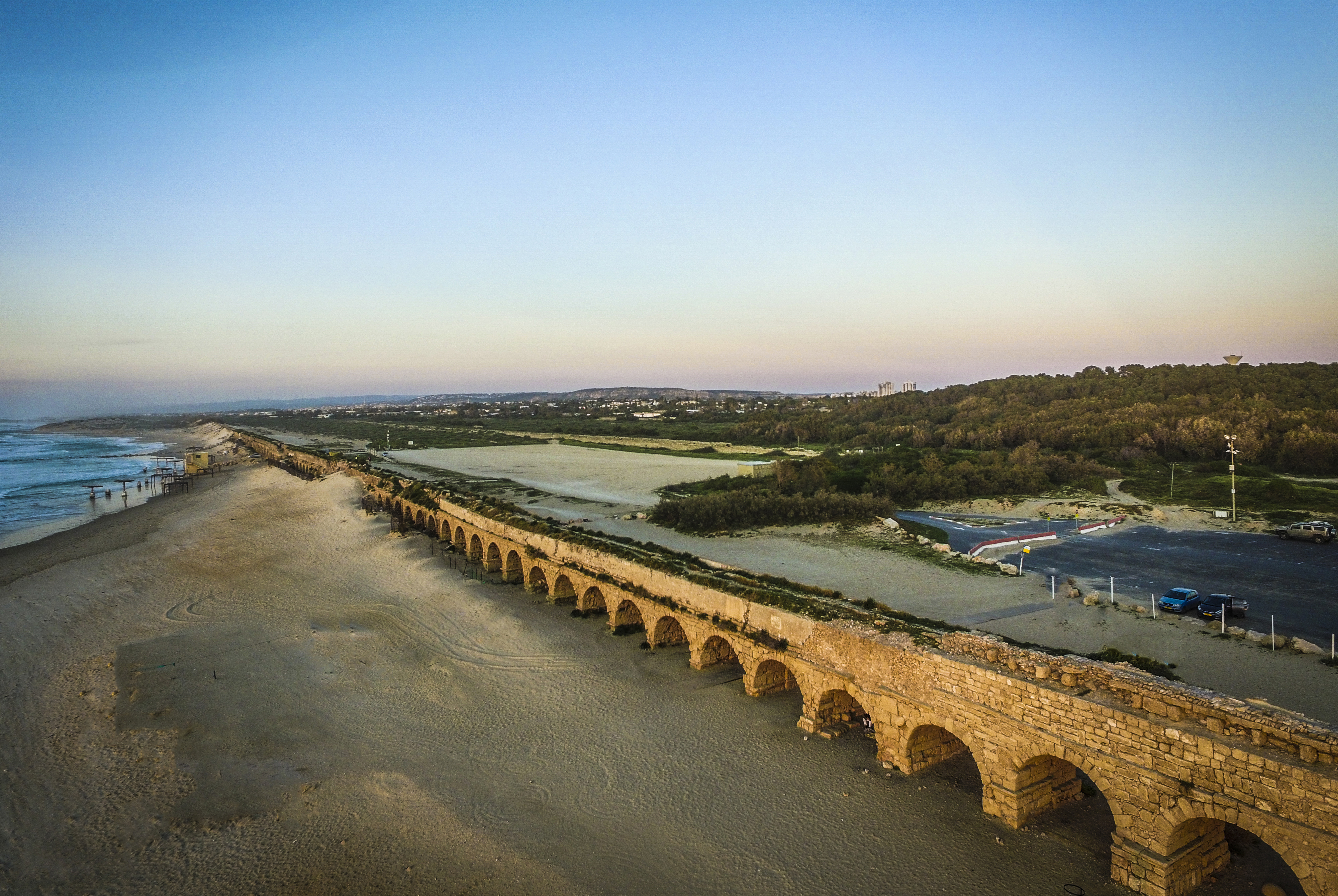
Restos de un antiguo acueducto romano en Cesarea Marítima.

Cesarea, en la costa justo al noroeste de Jerusalén, en un principio Cesarea Marítima, a continuación, después de 133 Cesarea Palæstina, fue construida por Herodes el Grande (c. 25-13 a. C.), y fue la capital de la provincia de Judea (6-132) y más tarde de Palæstina Prima. Fue allí donde Pedro bautizó al centurión Cornelio, considerado el primer convertido gentil. Pablo buscó refugio allí, una vez que se alojó en la casa de Felipe el Diácono, y más tarde fue encarcelado durante dos años (estimado entre 57 a 59). Las Constituciones apostólicas (7,46) afirman que el primer obispo de Cesarea fue Zaqueo el publicano, pero la Enciclopedia Católica afirma que: «(...) no hay constancia de ningún obispo de Cesarea hasta el siglo segundo. A finales de este siglo se celebró un concilio allí para regular la celebración de la Pascua». De acuerdo con otro artículo de la Enciclopedia Católica, después del asedio de Jerusalén por Adriano (c. 133), Cesarea se convirtió en la sede metropolitana, con el obispo de Jerusalén como una de sus «sufragáneos» (subordinados). Orígenes (m. 254) compiló su Hexapla allí y mantuvo una famosa biblioteca y la escuela teológica, Pánfilo (m. 309) fue un notable y erudito sacerdote. Gregorio Taumaturgo (m. 270), Basilio de Cesarea (m. 379) y Jerónimo de Estridón (m. 420) visitaron y estudiaron en la biblioteca, que fue destruida más tarde, probablemente por los persas en el año 614 o los sarracenos alrededor del 637. El primer gran historiador de la iglesia, Eusebio de Cesarea, fue su obispo (c. 314-339). F. J. A. Hort y Adolf von Harnack han sostenido que el Credo de Nicea se originó en Cesarea.

### Chipre

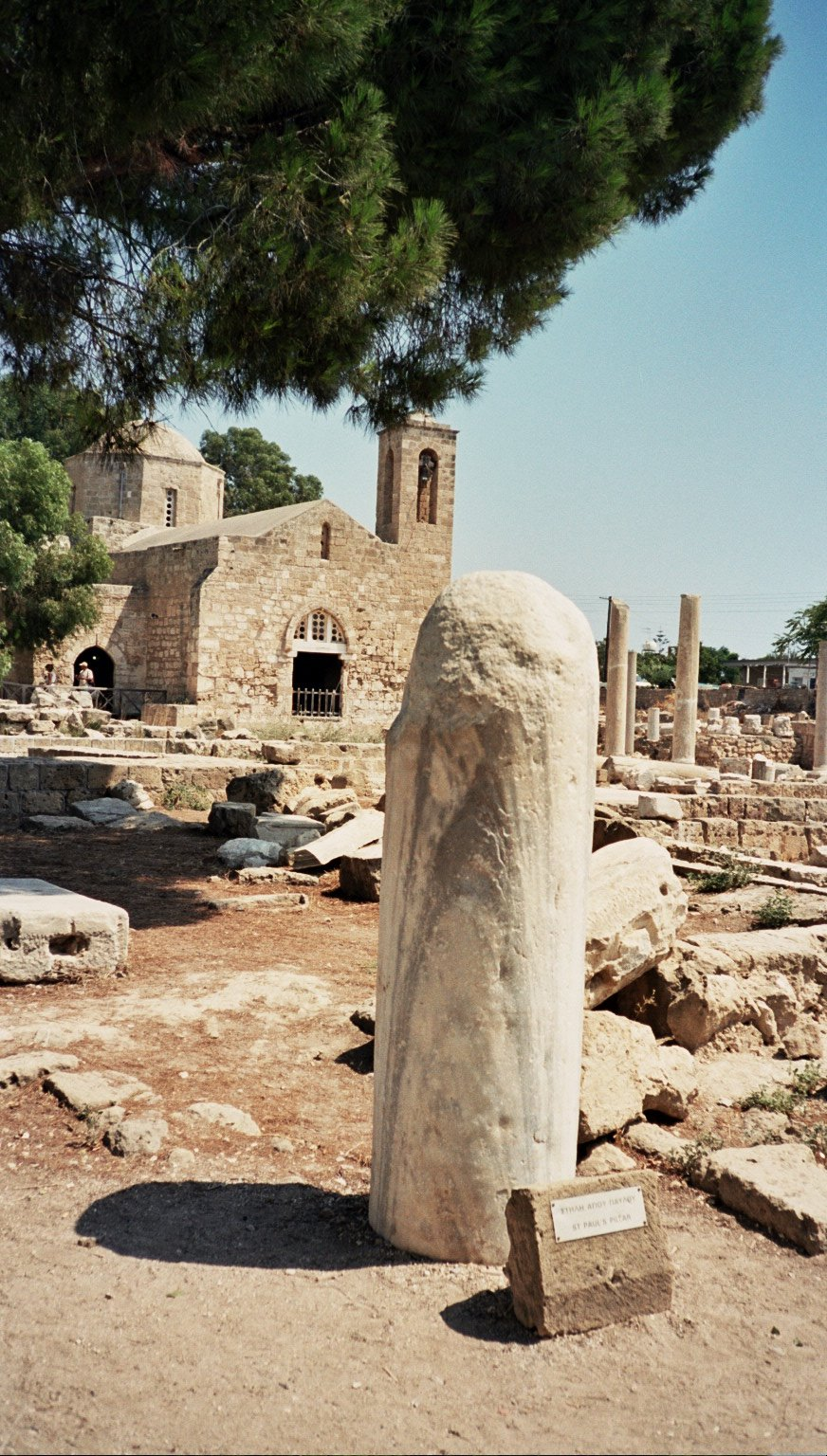
Pilar de san Pablo en Pafos.

Pafos fue la capital de la isla de Chipre durante la época romana y la base del comandante romano. En el 45 d. C., los apóstoles Pablo y Bernabé (de acuerdo con la Enciclopedia Católica, «un nativo de la isla») arribaron a Chipre y llegaron a Pafos para predicar sobre la Palabra de Cristo, según Hechos 13:4-13. Según Hechos, los apóstoles fueron perseguidos por los romanos, pero finalmente lograron convencer al comandante romano Sergio Paulo a renunciar a su antigua religión a favor del cristianismo. Bernabé se identifica tradicionalmente como el fundador de la Iglesia ortodoxa chipriota.

### Damasco

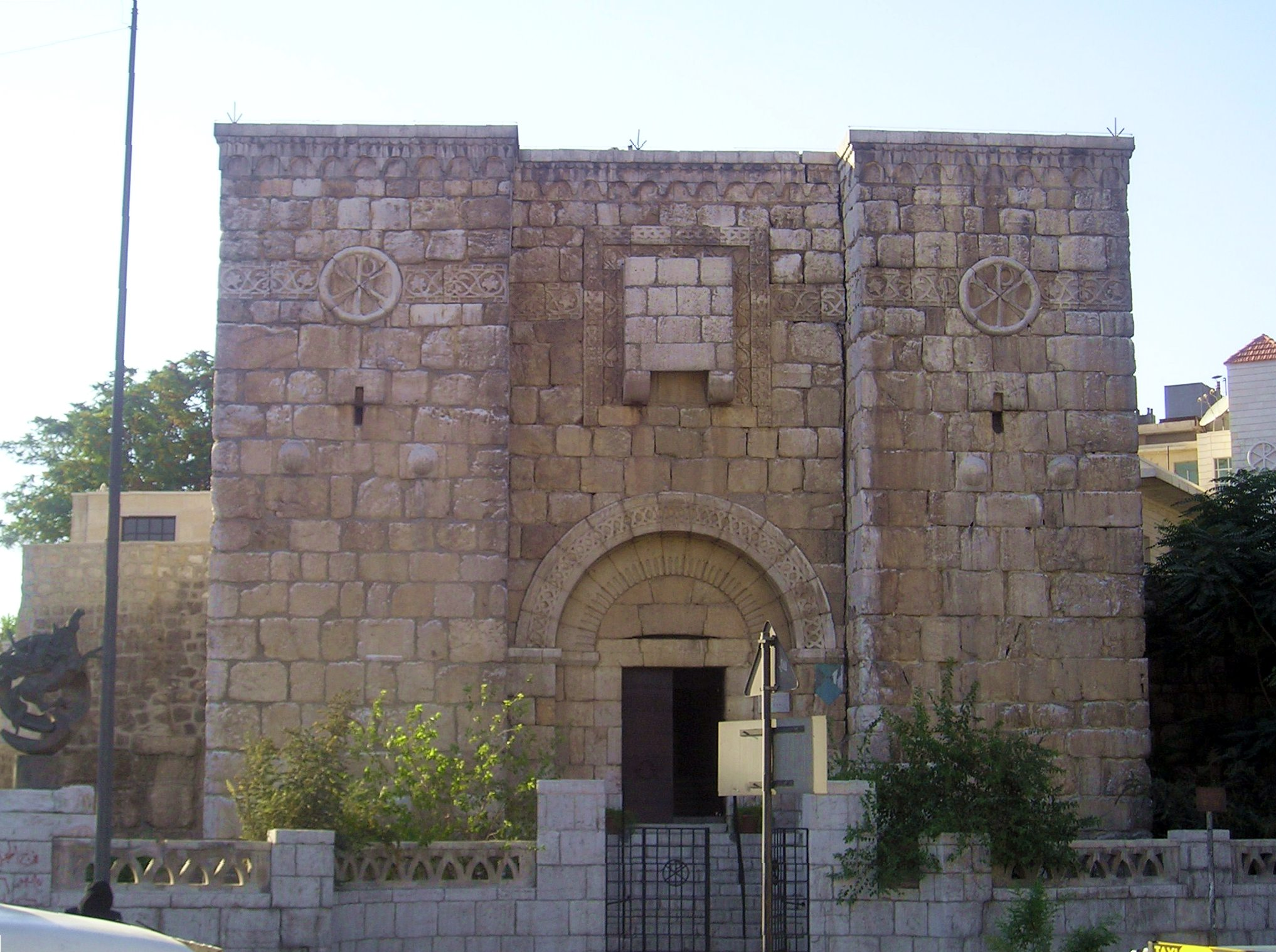
La Capilla de San Pablo, llamada también Bab Kisan, desde donde se cree que Pablo escapó de la ciudad antigua de Damasco.

Damasco es la capital de Siria y se afirma que es la ciudad más antigua continuamente habitada en el mundo. Según el Nuevo Testamento, el apóstol Pablo se convirtió en el camino a Damasco. En tres ocasiones (Hechos 9:1-20, 22:1-22, 26:1-24), él describe como, liderando a los que lo acompañaban, fue cegado por una luz; entró a Damasco, donde recobró la vista por un discípulo llamado Ananías (quien, de acuerdo con la Enciclopedia Católica, se cree fue el primer obispo de Damasco) y luego fue bautizado.

### Grecia
Tesalónica, la principal ciudad del norte de Grecia donde se cree que el cristianismo fue fundado por Pablo, por lo tanto una Sede Apostólica, y las regiones circundantes de Macedonia, Tracia Occidental y Oriental, y Epiro; también extendiéndose a los vecinos estados de los Balcanes de Albania y Bulgaria, fueron los primeros centros del cristianismo. Destacan las dos epístolas de Pablo a los tesalonicenses y a los filipenses, que se consideran a menudo el primer contacto del cristianismo con Europa. El Padre apostólico Policarpo de Esmirna escribió una carta a los Filipenses, c. 125.
Nicópolis era una ciudad en la provincia romana de Epirus Vetus, hoy una ruina en la parte norte de la costa griega occidental. Según la Enciclopedia Católica: "«San Pablo tenía la intención de ir allí (Tito 3:12) y es posible que incluso entonces contaba con algunos cristianos entre su población; Orígenes (c. 185-254) residió allí durante un tiempo (Eusebio, Historia de la Iglesia VI.16)».
La antigua Corinto, hoy en ruinas cerca de la Corinto moderna en el sur de Grecia, era un centro temprano del cristianismo. Según la Enciclopedia Católica: «San Pablo predicó con éxito en Corinto, donde vivió en la casa de Aquila y Priscila (Hechos 18:1), donde Silas y Timoteo pronto se unieron a él. Después de su partida fue reemplazado por Apolo, que había sido enviado desde Éfeso por Priscila. El apóstol visitó Corinto al menos una vez más. Él escribió a los Corintios en el 57 desde Éfeso, y luego desde Macedonia en el mismo año, o en el 58. La famosa carta de San Clemente de Roma a la iglesia de Corinto (alrededor del 96) muestra la evidencia más temprana en relación con la primacía eclesiástica de la Iglesia Romana. Además de San Apolo, Lequien (II, 155) menciona cuarenta y tres obispos: entre ellos, San Sóstenes (?), el discípulo de San Pablo, San Dionisio; Pablo, hermano de San Pedro (...)».
Atenas, la capital y ciudad más grande de Grecia, fue visitada por Pablo. Según la Enciclopedia Católica: «[Pablo] llegó a Atenas desde Berea de Macedonia, probablemente viniendo por el agua y desembarcando en El Pireo, el puerto de Atenas. Esto fue alrededor del año 53. Habiendo llegó a Atenas, de inmediato envió por Silas y Timoteo que se habían quedado atrás en Berea. A la espera de la llegada de éstos él se quedó en Atenas, viendo la ciudad idólatra, y frecuentando la sinagoga; para los que ya eran judíos en Atenas. (...) Parece que una comunidad cristiana se formó rápidamente, aunque durante un tiempo considerable no poseía una numerosa membresía. La tradición popular nombra al Areopagita como el primer jefe y obispo de los atenienses cristianos. Otra tradición, sin embargo, le da a este honor a Hieroteo el Tesmoteta. Los sucesores del primer obispo no eran todos los atenienses por linaje. Están catalogados como Narkissos, Publio, y Cuadrato. Narkissos se afirma que proviene de Palestina, y Publio desde Malta. En algunas listas Narkissos se omite. Cuadrato es venerado por haber contribuido a la literatura cristiana primitiva escribiendo una apología, que se dirigió al emperador Adriano. Esto fue en ocasión de la visita de Adriano a Atenas. Otra ateniense que defendió el cristianismo por escrito a la vez un poco más tarde fue Arístides: su apología fue dirigida al emperador Marco Aurelio. Atenágoras también escribió una apología. En el siglo II debe haber habido una comunidad considerable de cristianos en Atenas, pues de Higinio, obispo de Roma, se dice que ha escrito una carta a la comunidad en el año 139».
Gortina, en Creta, se alió con Roma y por lo tanto se hizo capital de la Creta y Cirenaica romana. Tito, se cree, fue su primer obispo. La ciudad fue saqueada por el pirata Abu Hafs en 828.

### Libia
Cirene y la región circundante de Cirenaica o la «Pentápolis» del norte de África, al sur de Grecia y del Mediterráneo, la parte noreste de la moderna Libia, fue una colonia griega en el norte de África más tarde convertida en una provincia romana. Además de los griegos y los romanos, también había una población judía significativa, al menos hasta la Guerra de Kitos (115-117). De acuerdo con Marcos 15:21, Simón de Cirene llevó la cruz de Jesús. Los de Cirene también se mencionan en Hechos 2:10, 6:9, 11:20, 13:1. De acuerdo con la Enciclopedia Católica: «Lequien menciona seis obispos de Cirene, y según la leyenda bizantina el primero fue San Lucio (Hechos 13:1); San Teodoro sufrió el martirio bajo Diocleciano (284-305)».

## Imperio Romano de Occidente

### Roma

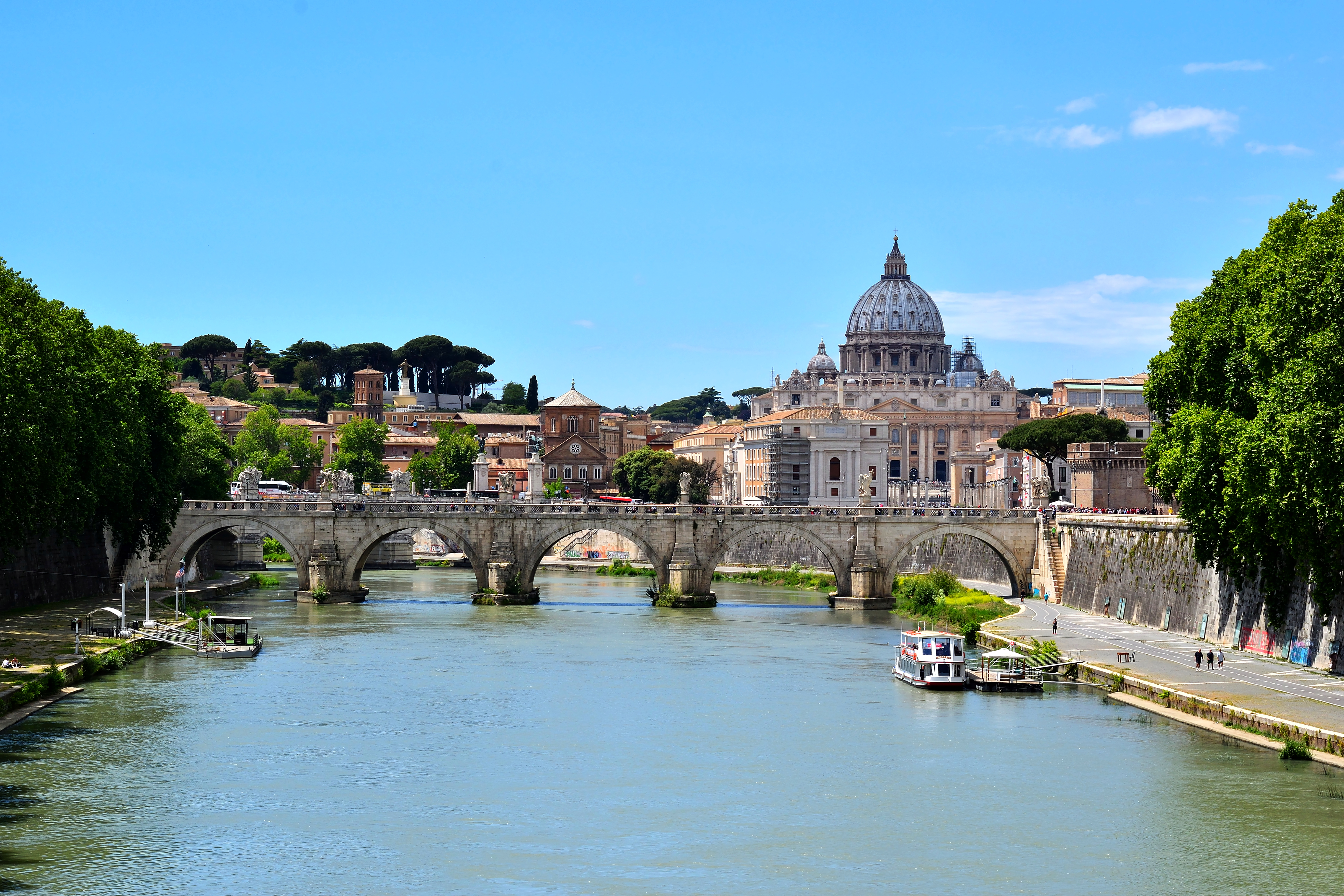
Basílica de San Pedro, que se cree fue el lugar de entierro de San Pedro, vista desde el río Tíber.

Exactamente cuando los cristianos aparecieron por primera vez en Roma es difícil de determinar. Los Hechos de los Apóstoles afirman que la pareja judeocristiana Priscila y Aquila había llegado recientemente de Roma a Corinto cuando, hacia el año 50, Pablo llegó a esta última ciudad, lo que indica que la creencia en Jesús en Roma había precedido a Pablo. En el siglo II Ireneo de Lyon, reflejando la antigua idea de que la iglesia no podía estar totalmente presente en cualquier lugar sin un obispo, registra que Pedro y Pablo habían sido los fundadores de la Iglesia de Roma y habían designado a Lino como obispo. Los historiadores de la Iglesia consideran constantemente que Pedro y Pablo fueron martirizados bajo el reinado de Nerón en el año 64, después del gran incendio de Roma, por el cual, según Tácito, Nerón culpó a los cristianos.
Sin embargo, mientras que la iglesia de Roma ya estaba floreciendo cuando Pablo escribió su Epístola a los romanos a los mismos desde Corinto, cerca de 57, saluda a unas cincuenta personas en Roma por su nombre, pero no a Pedro, a quien conocía. Tampoco hay mención de Pedro en Roma más tarde durante la estancia de dos años de Pablo allí en Hechos 28, aproximadamente en el 60–62. El origen de la tradición de que la Sede de Roma fue fundada como una comunidad cristiana organizada por Pedro y Pablo, y que su episcopado se debe a ellos, puede rastrearse ya en el siglo II con Ireneo. El teólogo luterano Oscar Cullmann rechazó fuertemente la afirmación de que Pedro comenzó la sucesión papal, y concluye que Pedro era la cabeza original de los apóstoles, mas no fue el fundador de cualquier sucesión iglesia visible.
La sede original del poder imperial romano pronto se convirtió en un centro de la autoridad de la iglesia, creció en poder década tras década, y fue reconocida durante el período de los Siete Concilios Ecuménicos, cuando la sede del gobierno había sido trasladado a Constantinopla, como la cabeza de la Iglesia.
Roma y Alejandría, que por tradición sostuvieron autoridad fuera de su provincia, aún no se conocían como patriarcados.
Los primeros obispos de Roma eran todos de habla griega, el más notable de ellos fue Clemente I (c. 88-97), autor de una carta a la Iglesia de Corinto; Telesforo (c. 126-136), probablemente el único mártir entre ellos;  Pío I (c. 141-154), mencionado en el fragmento de Muratori por haber sido el hermano del autor del Pastor de Hermas; y Aniceto (c. 155-160), que recibió a Policarpo y discutió con él la fecha de Pascua. Víctor I (189-198) fue el primer escritor eclesiástico conocido por haber escrito en latín; sin embargo, sus únicas obras existentes son sus encíclicas, las que, naturalmente, fueron emitidas en latín y griego.
Los textos griegos del Nuevo Testamento fueron traducidos al latín desde el principio, mucho antes de Jerónimo, y son denominados como la Vetus Latina y el tipo textual occidental.
Durante el siglo II, los cristianos y semi-cristianos de diversos puntos de vista se congregaron en Roma, en particular Marción y Valentiniano, y en el siglo siguiente hubo cismas relacionados con Hipólito de Roma y Novaciano.
La iglesia romana sobrevivió varias persecuciones. Entre los cristianos prominentes ejecutados como consecuencia de su negativa a realizar actos de culto a los dioses romanos como ordenó el emperador Valeriano en 258 estuvo Cipriano, obispo de Cartago. La última y más severa de las persecuciones imperiales fue bajo Diocleciano en el año 303; terminaron en Roma y Occidente en general, con la ascensión de Majencio en el 306.

### Cartago
Cartago, en la provincia romana de África, al sur del Mediterráneo, le dio a la iglesia primitiva los padres latinos Tertuliano (c. 160-c. 220) y Cipriano (m. 258). Cartago cayó ante el Islam en 698.

### Galia meridional

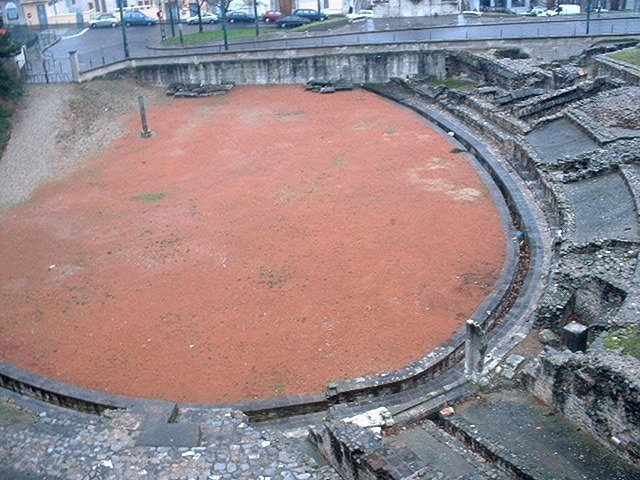
Amphithéâtre des Trois-Gaules, en Lyon. El poste de la arena es un monumento a las personas que murieron durante la persecución.

La costa mediterránea de Francia y el valle del Ródano, entonces parte de la romana Galia Narbonense, fueron tempranos centros del cristianismo. Las principales ciudades son Arlés, Aviñón, Vienne, Lyon y Marsella (la ciudad más antigua de Francia). La persecución en Lyon ocurrió en 177. El Padre Apostólico Ireneo de Esmirna, en Anatolia, fue obispo de Lyon cerca del final del siglo II y escribió que San Potino fue su predecesor. El Concilio de Arlés en 314 es considerado un precursor de los concilios ecuménicos. La teoría efesina atribuye el rito galicano a Lyon.

### Italia fuera de Roma

#### Aquilea
La antigua ciudad romana de Aquilea en la cabecera del mar Adriático, en la actualidad uno de los principales sitios arqueológicos del norte de Italia, fue un centro temprano del cristianismo que se dice fue fundado por Marcos antes de su misión a Alejandría. Se cree que Hermágoras de Aquileia fue su primer obispo. El rito aquileiano se asocia con Aquilea.

#### Milán
Se cree que la Iglesia de Milán, en el noroeste de Italia, fue fundada por el apóstol Bernabé en el siglo I. Gervasio y Protasio y otros fueron martirizados allí. Ha mantenido durante mucho tiempo su propio rito, conocido como el rito ambrosiano, atribuida a Ambrosio (nacido c. 330), que fue obispo en 374-397 y una de las figuras eclesiásticas más influyentes del siglo cuarto. Duchesne sostiene que el rito galicano se originó en Milán.

#### Siracusa y Calabria
Siracusa fue fundada por colonos griegos en el 734 o 733 a. C,, como parte de la Magna Grecia. Según la Enciclopedia Católica: «Siracusa afirma ser la segunda Iglesia fundada por San Pedro, después de la de Antioquía. También afirma que San Pablo predicó allí (...) En los tiempos de San Cipriano (mitad del siglo III), el cristianismo sin duda floreció en Siracusa y las catacumbas muestran claramente que este fue el caso en el siglo II». Al otro lado del Estrecho de Mesina, Calabria en la parte continental fue probablemente también un centro temprano del cristianismo.

### Malta
Según Hechos, Pablo naufragó y ministró en una isla que algunos estudiosos han identificado como Malta (una isla justo al sur de Sicilia) por tres meses, durante los cuales se dice que resultó mordido por una víbora venenosa y sobrevivió (Hechos 27:39-42; Hechos  28:1-11), un evento usualmente fechado c. 60 d. C. A Pablo se le había permitido el paso de Cesarea Maritima a Roma por Porcio Festo, procurador de la provincia de Judea, para ser juzgado ante el Emperador. Muchas tradiciones se asocian con este episodio, y catacumbas en Rabat dan testimonio de una comunidad cristiana temprana en las islas. Según la tradición, Publio, el gobernador romano de Malta en el momento del naufragio de Pablo, se convirtió en el primer obispo de Malta después de su conversión al cristianismo. Después de gobernar la Iglesia maltesa durante 31 años, Publio fue trasladado a la sede de Atenas en el 90 d. C., donde fue martirizado en el 125 d. C. Hay poca información acerca de la continuidad del cristianismo en Malta en los años siguientes, aunque la tradición dice que había una línea continua de obispos desde los tiempos de Pablo en la época del emperador Constantino.

### Salona
Salona, la capital de la provincia romana de Dalmacia en la orilla oriental del mar Adriático, fue un centro temprano del cristianismo y hoy está en ruinas en la moderna Croacia. Según la Enciclopedia Católica, fue donde: «(...) Tito el alumno de San Pablo predicó, donde los seguidores de Jesucristo tempranos derramaron su sangre como mártires, y donde bellos ejemplos de basílicas y otras esculturas cristianas primitivas se han descubierto». Según el artículo de la Enciclopedia Católica sobre Dalmacia: «Salona se convirtió en el centro desde el cual el cristianismo se difundió en Panonia. San Andrónico fundó la sede de Syrmium (Mitrovica) y más tarde las de Siscia y Mursia. La cruel persecución bajo Diocleciano, que era un dálmata por nacimiento, dejó numerosas huellas en la antigua Dalmacia y Panonia. San Quirino, obispo de Siscia, murió un mártir en 303 d. C. San Jerónimo nació en Strido, una ciudad en la frontera de Panonia y Dalmacia».

### Sevilla
Sevilla fue la capital de la Hispania Bética o la provincia romana en el sur de España. Según la Enciclopedia Católica: «(...) el origen de la diócesis se remonta a los tiempos apostólicos, o al menos para el primer siglo de nuestra era. San Gerontius, obispo de Itálica (cerca de cuatro millas de Hispalis o Sevilla), predicó en la Bética en tiempos apostólicos, y sin lugar a dudas debió haber dejado un pastor de su propio [obispado] en Sevilla. Es cierto que en el año 303, cuando las santas Justa y Rufina, las alfareras, sufrieron el martirio por negarse a adorar al ídolo Salambo, hubo un obispo de Sevilla, Sabino, que asistió al Concilio de Illiberis (287). Antes de ese momento Marcelo había sido obispo, según se desprende de un catálogo de los antiguos prelados de Sevilla se conservan en el ‹Codex Emilianensis›, un manuscrito del año 1000, ahora en el Escorial. Cuando Constantino trajo paz a la Iglesia [313], Evodio era obispo de Sevilla; se puso a reconstruir las iglesias en ruinas, entre ellas parece haber construido la iglesia de San Vicente, tal vez la primera catedral de Sevilla». El cristianismo primitivo también se extendió desde la península ibérica al sur a través del Estrecho de Gibraltar en la romana Mauritania Tingitana, destacando Marcelo de Tánger, que fue martirizado en el 298.

### Britania romana
El cristianismo alcanzó la Britania romana en el siglo III, los primeros mártires registrados en Gran Bretaña son Albano de Verulamium y Julius y Aarón de Caerleon, durante el reinado de Diocleciano (284-305). Gildas fecha la llegada de la fe a finales del reinado de Tiberio (14-37), aunque las historias que conectan con José de Arimatea, Lucio, o Fagan están generalmente consideradas como falsificaciones piadosas. Restituto, obispo de Londres, es registrado como asistente al Concilio de Arlés en 314, junto con el obispo de Lincoln y el obispo de York.
La cristianización se intensificó y evolucionó en el cristianismo celta después de que los romanos dejaron Gran Bretaña, c. 410.

## Fuera del Imperio Romano
El cristianismo no se limitó al Imperio Romano durante el período primitivo.

### Armenia
Armenia se convirtió en el primer país en adoptar el cristianismo como religión del Estado. El cristianismo se convirtió en la religión oficial de Armenia en el año 301, cuando todavía era ilegal en el Imperio Romano. Según la tradición de la iglesia, la Iglesia apostólica armenia fue fundada por Gregorio el Iluminador a finales del siglo III y principios del IV, mientras que remontan sus orígenes a las misiones de Bartolomé Apóstol y Tadeo (Judas el apóstol) en el siglo primero.

### Georgia
El cristianismo en Georgia (antigua Iberia) se remonta al siglo cuarto, o incluso antes. El rey ibérico, Mirian III, se convirtió al cristianismo, probablemente en 326.

### Mesopotamia y el Imperio Parto
Edesa, que fue ocupada por Roma entre 116-118 y 212-214, pero era sobre todo un reino cliente asociado ya sea con Roma o Persia, fue una importante ciudad cristiana. Poco después de 201 o incluso antes, la casa real se convirtió al cristianismo.
Edesa (ahora Sanliurfa) en el noroeste de Mesopotamia era desde los tiempos apostólicos el centro principal del cristianismo de habla siríaca. que era la capital de un reino independiente desde 132 a. C. hasta 216 d. C., cuando se convirtió en tributario de Roma. Célebre como un importante centro de la cultura greco-siria, Edesa también destacó por su comunidad judía, con prosélitos de la familia real. Estratégicamente situada en las principales rutas comerciales del Creciente Fértil, era fácilmente accesible desde Antioquía, donde se inauguró la misión a los gentiles. Cuando los primeros cristianos habían sido esparcidos a causa de la persecución, algunos encontraron refugio en Edesa. Así, la iglesia de Edesa remonta su origen a la era apostólica (lo que puede explicar su rápido crecimiento), y el cristianismo incluso llegó a ser religión de Estado durante un tiempo.
La Iglesia de Oriente tuvo sus inicios en una fecha muy temprana en la zona tapón entre los Imperios parto y romano en la Alta Mesopotamia, conocida como la Iglesia asiria de oriente. Las vicisitudes de su crecimiento más tarde estaban arraigadas en su condición de minoría en una situación de tensión internacional. Los gobernantes del Imperio parto (250 a. C.-226 d. C.) eran de toda tolerancia en espíritu, y con las religiones más antiguas de Babilonia y Asiria en un estado de decadencia, había llegado el momento para una nueva y vital fe. Los gobernantes del Segundo imperio persa (226-640) también siguieron una política de tolerancia religiosa, en un comienzo, aunque más tarde se dieron los cristianos el mismo estatus de una raza sometida. Sin embargo, estos gobernantes también alentaron el renacimiento de la antigua fe dualista persa del zoroastrismo y se estableció como religión de Estado, con el resultado de que los cristianos fueron sometidos cada vez más a medidas represivas. Sin embargo, no fue hasta que el cristianismo se convirtió en religión de Estado en el oeste (380) que la enemistad hacia Roma se centró en los cristianos orientales. Después de la conquista musulmana en el siglo VII, el califato toleraba otras religiones, pero prohibió el proselitismo y los cristianos fueron sometidos a fuertes impuestos.
El misionero Addai evangelizó la Mesopotamia (actual Irak) hacia la mitad del siglo segundo. Una antigua leyenda registrada por Eusebio (260-340 d. C.), y también se encontró en la Doctrina de Addai (c. 400 d. C.) (de la información en los archivos reales del Edesa) describe cómo el rey Abgar V de Edesa se comunicó con Jesús, pidiéndole que venga y lo sanara, a quien suplicó recibir una respuesta. Se dice que después de la resurrección, Tomás envió Addai (o Tadeo) al rey, con la consecuencia de que la ciudad fue ganada a la fe cristiana. En esta misión fue acompañado por un discípulo, Mari, y los dos son considerados como cofundadores de la iglesia, de acuerdo con la Liturgia de Addai y Mari (c. 200 d. C.), que sigue siendo la liturgia común de la iglesia asiria. La Doctrina de Addai afirma además que Tomás fue considerado como un apóstol de la iglesia, y siempre guardaba una carta escrita por él desde la India.
Addai, quien se convirtió en el primer obispo de Edesa, fue sucedido por Aggai, luego por Palut, que fue ordenado alrededor de 200 por Serapión de Antioquía. De allí llegó a nosotros en el siglo segundo la famosa Peshitta, o la traducción siríaca del Antiguo Testamento; además el Diatessaron de Taciano, que fue compilado aproximadamente en 172 y de uso común hasta Rabbula, obispo de Edesa (412-435), prohibió su uso. Esta disposición de los cuatro evangelios canónicos como una narración continua, cuya lengua original pudo haber sido siríaco, griego, o incluso latín, circuló ampliamente en las iglesias de habla siríaca.
Un concilio cristiano se celebró en Edesa tan temprano como 197. En 201 la ciudad fue devastada por una gran inundación, y la iglesia cristiana fue destruida. En 232 las reliquias del apóstol Tomás fueron traídas desde la India, en cuya ocasión sus actos siríacos fueron escritos. Bajo la dominación romana muchos mártires sufrieron en Edesa: Scharbîl y Barsamya, bajo Decio; Gurja, Schâmôna, Habib y otros bajo Diocleciano. Mientras tanto los sacerdotes cristianos de Edesa había evangelizado la Mesopotamia Oriental y Persia, y establecieron las primeras Iglesias en el reino de los sasánidas. Atillâtiâ, obispo de Edesa, asistió al Primer Concilio de Nicea (325).

### Persia y Asia Central
En la segunda mitad del siglo II, el cristianismo se había extendido al este a lo largo de Media, Persia, Partia y Bactria. Los veinte obispos y muchos presbíteros eran más del orden de misioneros itinerantes, pasando de un lugar a otro como Pablo y suministrando sus necesidades con ocupaciones tales como comerciantes o artesanos. En 280 d. C. la metrópoli de Seleucia asumió el título de «Catholicos» y en el año 424 un concilio de la iglesia en Seleucia eligió el primer patriarca de tener jurisdicción sobre toda la Iglesia de Oriente, incluyendo India y Ceilán (Sri Lanka). La sede del Patriarcado se fijó en Seleucia-Ctesifonte, ya que era un punto importante en las rutas comerciales entre Oriente y Occidente que se extendía tanto a la India y China, Java y Japón. Así, el desplazamiento de la autoridad eclesiástica estaba lejos de Edesa, que en el año 216 se había convertido en tributaria de Roma. El establecimiento de un patriarcado independiente con nueve metrópolis subordinadas contribuyó a una actitud más favorable por el gobierno persa, que ya no tenía que temer una alianza eclesiástica con el enemigo común, Roma.
En el momento en que Edesa se incorporó en el Imperio persa en 258, la ciudad de Arbela, situado en el Tigris en lo que hoy es Irak, había adquirido cada vez más el papel que Edesa había jugado en los primeros años, como un centro desde el cual el cristianismo se extendió al resto del Imperio.
Bardaisan, escribiendo alrededor de 196, habla de los cristianos a lo largo de Media, Partia y Bactria (actual Afganistán) y, según Tertuliano (c. 160-230), ya había una serie de obispados en el Imperio persa hacia 220. En 315, el obispo de Seleucia-Ctesifonte había asumido el título de «Catholicos». En este tiempo, ni Edesa ni Arbela eran el centro de la Iglesia de Oriente ya; la autoridad eclesiástica se había movido hacia el este hasta el corazón del Imperio persa. Las ciudades unidas de Seleucia-Ctesifonte, muy bien situadas en las principales rutas comerciales entre Oriente y Occidente, se convirtieron, en palabras de John Stewart, en «un magnífico centro para la iglesia misionera que estaba entrando en su gran tarea de llevar el evangelio al Extremo Oriente».
Cuando Constantino se convirtió al cristianismo, y el Imperio romano, que era previamente violentamente anticristiano, se convirtió en procristiana, el Imperio persa, sospechando un nuevo «enemigo interno», se convirtió en violentamente anticristiano. En pocos años, Sapor II (309-379) inauguró veinticinco años de persecución de la iglesia con el asesinato de Mar Shimun, el Catholicos de Seleucia-Ctesifonte, cinco obispos y 100 sacerdotes en el Viernes Santo de 344, después de que el Patriarca se negó a cobrar un impuesto doble de los cristianos para ayudar al esfuerzo de guerra persa contra Roma.

### Península arábiga
Para entender la penetración de la península arábiga del evangelio cristiano, es útil distinguir entre los merodeadores nómadas beduinos del interior, que eran pastores principalmente y poco receptivos a la influencia extranjera, y los habitantes de las comunidades asentadas de las zonas costeras y oasis, que eran, ya sea intermediarios comerciantes o agricultores y eran receptivos a las influencias del exterior. El cristianismo al parecer obtuvo su punto de apoyo más fuerte en el antiguo centro de la civilización semita en el suroeste de Arabia o Yemen, (a veces conocido como Saba o Shebá), cuya reina visitó a Salomón. Debido a la proximidad geográfica, la aculturación con Etiopía siempre fue fuerte, y la familia real remonta su ascendencia a esta reina.
La presencia de árabes en Pentecostés y la estancia de Pablo durante tres años en Arabia sugieren un testimonio evangélico muy temprano. Una historia de la iglesia del siglo IV, señala que el apóstol Bartolomé predicó en Arabia y que los Himyaritas estaban entre sus conversos. La Iglesia Al-Jubail, en lo que hoy es Arabia Saudita, fue construida en el siglo IV. Las estrechas relaciones de Arabia con Etiopía dan importancia a la conversión del tesorero a la reina de Etiopía, por no hablar de la tradición de que el apóstol Mateo fue asignado a esta tierra. Eusebio dice que «Panteno (c. 190 d. C.) fue enviado desde Alejandría como misionero a las naciones del Oriente», incluyendo el suroeste de Arabia, en su camino a la India.

### Etiopía
De acuerdo con los registros escritos en el idioma Ge'ez, la región hoy conocida como Etiopía se convirtió al judaísmo en la época de la reina bíblica de Saba y Salomón. Según el historiador occidental del siglo IV Rufino de Aquilea, fue Frumencio quien llevó el cristianismo a Etiopía (la ciudad de Axum) y sirvió como su primer obispo, probablemente poco después de 325.

### Nubia
El cristianismo llegó temprano en Nubia. En el Nuevo Testamento de la Biblia cristiana, un funcionario del tesoro de «Candace, reina de los etíopes» que regresaba de un viaje a Jerusalén fue bautizado por Felipe el Diácono:
Un ángel del Señor habló a Felipe, diciendo: «Levántate y ve hacia el sur por el camino que desciende de Jerusalén a Gaza, el cual es desierto». Entonces él se levantó y fue. Y sucedió que un etíope, eunuco, funcionario de Candace, reina de los etíopes, el cual estaba sobre todos sus tesoros y había venido a Jerusalén para adorar.
Etiopía en ese momento significaba cualquier región del Alto Nilo. Candace era el nombre y, tal vez, el título de la Meroe o las reinas kushitas.
En el siglo IV, el obispo Atanasio de Alejandría consagró a Marcus como obispo de File antes de su muerte en 373, lo que demuestra que el cristianismo había penetrado de forma permanente en la región. Juan de Éfeso registra que un obispo monofisita llamado Julián convirtió el rey y los nobles de Nobatia alrededor de 545, y otro reino de Alodia se convirtió alrededor de 569. En el siglo VII, Makuria se expandió convirtiéndose en la potencia dominante en la región, lo suficientemente fuerte como para detener la expansión hacia el sur del Islam después de que los árabes habían tomado Egipto. Después de varias invasiones fallidas, los nuevos gobernantes acordaron un tratado con Dóngola permitiendo la convivencia pacífica y el comercio. Este tratado se mantuvo durante 600 años lo que permitió a los comerciantes árabes la introducción de Islam a Nubia, que suplantó gradualmente al cristianismo. El último registro de un obispo está en Qasr Ibrim en 1372.

### India
De acuerdo al registro de Eusebio, Tomás y Bartolomé fueron asignados a Partia (actual Irán) y la India. La Didaché (que data de finales del siglo I) afirma: «India y todos los países a su alrededor consideran que, incluso en los mares más lejanos, (...) recibieron las ordenanzas apostólicas de Judas Tomás (es decir, el apóstol Tomás), que era el guía y cabeza de la iglesia que construyó». Por otra parte, hay una gran cantidad de información confirmatoria en los escritos siríacos, los libros litúrgicos, y calendarios de la Iglesia de Oriente, por no hablar de los escritos de los Padres, los calendarios, los sacramentarios y los martirologios de las iglesias romana, griega y etíope.
Dado que las rutas comerciales de Oriente estaban abiertas en ese momento y fueron utilizadas por los primeros misioneros, el historiador Vincent A. Smith dice: «Hay que reconocer que una visita personal del Apóstol Tomás a sur de la India era fácilmente viable en la creencia tradicional de que él vino a través de Socotra, en donde, sin duda, existía un asentamiento cristiano antiguo. Ahora estoy convencido de que la iglesia cristiana del sur de la India es muy antigua (...)». Aunque hubo un activo comercio entre el Cercano Oriente y la India a través de la Mesopotamia y el Golfo Pérsico, la ruta más directa a la India en el siglo I era a través de Alejandría y el Mar Rojo, aprovechando los vientos monzones, lo que podría llevar a los buques directamente y desde la costa de Malabar. El descubrimiento de grandes tesoros de monedas romanas de los Césares del siglo I y los restos de puestos comerciales romanos dan testimonio de la frecuencia de ese comercio, además, la prosperidad de colonias judías que se encontraban en los diversos centros comerciales, suministrando con ello bases obvias para el testimonio apostólico.
Juntando las diversas tradiciones, se puede concluir que Tomás dejó el noroeste de India, ante la amenaza de la invasión y viajó por barco a la costa de Malabar, posiblemente visitando el sureste de Arabia y Socotra en el camino y desembarcando en el antiguo puerto floreciente de Muziris en una isla cerca de Cochin (c. 51-52). A partir de ahí se dice que predicó el evangelio por todo la costa de Malabar, aunque las diversas iglesias que fundó se encuentran principalmente en el río Periyar y sus afluentes y en la costa, donde había colonias judías. Él supuestamente predicó a toda clase de personas y tenía unos diecisiete mil conversos, incluidos los miembros de las cuatro castas principales. Más tarde, cruces de piedra se erigieron en los lugares donde se fundaron las iglesias, y se convirtieron en centros de peregrinación. De acuerdo con la costumbre apostólica, Tomás ordenó maestros y líderes o ancianos, que fueron enviados para ser el primer ministerio de la iglesia de Malabar. Luego, Tomás prosiguió por tierra a la costa de Coromandel y ministró en lo que hoy es la zona de Madras, donde se convirtieron en un rey local y mucha gente. Una tradición relata que se fue de allí a China a través de Malaca y, después de pasar algún tiempo allí, regresó a la zona de Madras (Breviario de la Iglesia Mar Thoma en Malabar). De acuerdo con la versión siríaca de los Hechos de Tomás, Masdai, el rey local en Mylapore, después de interrogar el apóstol lo condenó a muerte en el año 72. Deseoso de evitar el entusiasmo popular «de muchos habían creído en el Señor, entre ellos algunos de los nobles», el rey ordenó que Tomás fuera conducido a una montaña cercana, donde, después de que se le permitió orar, fue apedreado y apuñalado hasta la muerte por una lanza empuñada por un cazador. Un número de cristianos huyeron a Malabar y se unieron a la comunidad cristiana.
Una obra siríaca de principios del siglo III conocida como Hechos de Tomás conecta el ministerio indio del apóstol con dos reyes, uno en el norte y otro en el sur. Según una de las leyendas de los Hechos, Tomás fue en un principio reacio a aceptar esta misión, pero el Señor se le apareció en una visión de la noche y le dijo: «No temas, Tomás. Vete a la India y proclama la Palabra, por mi gracia estaré contigo». Pero el apóstol todavía objetó, por lo que el Señor obligó al discípulo obstinado mediante circunstancias tan convincentes que se vio obligado a acompañar a un comerciante en la India, Abbanes, a su lugar de origen en el noroeste de la India, donde se encontró al servicio del rey indo-parto, Gondophares. El ministerio del apóstol dio lugar a muchas conversiones en todo el reino, incluyendo el rey y su hermano.
Aunque poco se sabe del crecimiento inmediato de la iglesia, Bar-Daisan (154-223) informa que en su momento había tribus cristianas en el norte de la India, que afirmaban haber sido convertidas por Tomás y tener libros y reliquias para probarlo. Pero al menos en el momento del establecimiento del Segundo Imperio Persa (226), había obispos de la Iglesia de Oriente en el noroeste de la India, Afganistán y Beluchistán, con los laicos y el clero igualmente dedicados a la actividad misionera.
Los Hechos apócrifos de Tomás (siglo III) identifican su segunda misión en la India con el reino gobernado por el rey Mahadwa, uno de los gobernantes de la dinastía del siglo I en el sur de la India. Es muy significativo que, aparte de un pequeño remanente de la Iglesia de Oriente en Kurdistán, la única otra iglesia que mantiene una identidad distintiva es la Mar Thoma o las congregaciones de la «Iglesia de Tomás» a lo largo de la costa de Malabar del estado de Kerala, en el sudoeste de la India. De acuerdo con la tradición más antigua de esta iglesia, Tomás evangelizó esta área y luego se acercó a la costa de Coromandel del sudeste de la India, donde, después de llevar a cabo una segunda misión, sufrió el martirio cerca de Madras. Durante todo el período que se examina, la iglesia en la India estaba bajo la jurisdicción de Edesa, que estaba entonces bajo el patriarcado de Mesopotamia en Seleucia-Ctesifonte y más tarde en Bagdad y Mosul.